# Bundesvertriebenengesetz
Das Bundesvertriebenengesetz (BVFG), im Langtitel Gesetz über die Angelegenheiten der Vertriebenen und Flüchtlinge, regelt die Verteilung, Rechte und Vergünstigungen von deutschen Vertriebenen, Heimatvertriebenen und Sowjetzonenflüchtlingen in der Bundesrepublik Deutschland.
Die erste Fassung des Gesetzes vom 19. Mai 1953 wurde am 22. Mai 1953 im Bundesgesetzblatt verkündet. Am 21. Dezember 1992 wurde es durch das Kriegsfolgenbereinigungsgesetz an die veränderten Verhältnisse angepasst. Aussiedler, die seit dem 1. Januar 1993 in die Bundesrepublik übergesiedelt sind, werden in § 4 BVFG n.F. als Spätaussiedler bezeichnet.
Das Gesetz wird ergänzt durch allgemeine Verwaltungsvorschriften des Bundesministeriums des Innern.
Zuständige Vollzugsbehörde ist seit 1960 das Bundesverwaltungsamt.

## Entstehungszusammenhang
Zunächst als Folge von Flucht und „wilden Vertreibungen“, dann als Konsequenz der auf der Potsdamer Konferenz beschlossenen „ordnungsgemäßen und humanen Überführungen“ lebten 1950 im damaligen Bundesgebiet ca. 8 Millionen Vertriebene. Das entsprach etwa 16,1 % der Bevölkerung, in einzelnen Bundesländern lagen anfangs die Anteile auch höher, so z. B. 1946 in Niedersachsen 23,4 %, in Bayern 18,9 % oder in Schleswig-Holstein 32,2 %.
Art. 116 Abs. 1 GG hatte mit Inkrafttreten des Grundgesetzes der Bundesrepublik Deutschland am 24. Mai 1949 Flüchtlinge und Vertriebene deutscher Volkszugehörigkeit, die in dem Gebiet des Deutschen Reiches nach dem Stande vom 31. Dezember 1937 Aufnahme gefunden hatten, mit deutschen Staatsangehörigen rechtlich gleichgestellt. Um auch die wirtschaftliche und soziale Gleichstellung zu verwirklichen, vereinheitlichte das Bundesvertriebenengesetz bundesweit den Vertriebenen- und Flüchtlingsbegriff. Abweichende Landesgesetze auf dem Gebiet des Vertriebenen- und Flüchtlingsrechts wie das Flüchtlingsgesetz des Landes Württemberg-Baden vom 14. Februar 1947 wurden mit dem BVFG 1953 aufgehoben, ebenso das Flüchtlingssiedlungsgesetz von 1949. Außerdem begründete das BVFG eine besondere Rechtsstellung der Flüchtlinge und Vertriebenen gegenüber der eingesessenen Bevölkerung und regelte die materielle Eingliederung. Nach der Vertreibung geborene Kinder erhielten ebenfalls den Status als Vertriebener.
Hans Lukaschek bezeichnete 1953 das Bundesvertriebenengesetz als Magna Charta der Vertriebenen.
Nach dem Gesetz zur Regelung der Rechtsverhältnisse der unter Artikel 131 des Grundgesetzes fallenden Personen von 1951 und dem Lastenausgleichsgesetz sowie dem Gesetz über die Feststellung von Vertreibungsschäden und Kriegssachschäden von 1952 schloss das BVFG von 1953 die westdeutsche Vertriebenengesetzgebung nach dem Zweiten Weltkrieg vorläufig ab.

## Fassung von 1953
Das BVFG verwendete den Begriff „Vertriebene“ für alle Vertriebenen und Flüchtlinge aus den Ostgebieten des Deutschen Reiches sowie aus Ostmittel-, Ost- und Südosteuropa. Die Bezeichnung „Flüchtling“ verwendete das BVFG für Flüchtlinge aus der Sowjetischen Besatzungszone bzw. aus der Deutschen Demokratischen Republik.

### Aufbau
Das BVFG in seiner Fassung vom 19. Mai 1953 war in sieben Abschnitte gegliedert.
- Erster Abschnitt (§§ 1 bis 20): Allgemeine Bestimmungen
- Zweiter Abschnitt (§§ 21 bis 25): Behörden und Beiräte
- Dritter Abschnitt (§§ 26 bis 81): Eingliederung der Vertriebenen und Flüchtlinge
- Vierter Abschnitt (§§ 82 bis 95): Einzelne Rechtsverhältnisse
- Fünfter Abschnitt (§§ 96 bis 97): Kultur, Forschung und Statistik
- Sechster Abschnitt (§ 98 bis § 99): Strafbestimmungen
- Siebter Abschnitt (§§ 100 bis 107): Übergangs- und Schlussbestimmungen

### Eingliederungsmaßnahmen
Der Dritte Abschnitt des BVFG sah die Verteilung der Vertriebenen und Flüchtlinge auf die einzelnen Bundesländer nach dem Königsteiner Schlüssel, Wohnungsbaumaßnahmen zur Unterbringung außerhalb von Notaufnahmelagern sowie die Eingliederung in Landwirtschaft, gewerbliche Wirtschaft und freie Berufe, unter anderem durch die Gewährung von Existenzgründungsdarlehen und Beihilfen aus dem ERP-Sondervermögen und der Lastenausgleichsbank vor. §§ 47 ff. BVFG gewährten Vergünstigungen im Steuer- und Abgabenrecht, Länder wie Nordrhein-Westfalen auch bei der Grunderwerbssteuer. Der Bundesjugendplan enthielt neben besonderen Berufsausbildungsprogrammen für junge Vertriebene bis zu 25 Jahren auch deren staatsbürgerliche Bildung, um den ideologischen Einfluss der NS-Jugendorganisationen zu überwinden.
Voraussetzung für die Inanspruchnahme dieser Rechte und Vergünstigungen war die Ausstellung eines Ausweises nach § 15 BVFG zum Nachweis der Vertriebenen- oder Flüchtlingseigenschaft.
Den kulturpolitischen Auftrag zur Pflege des Kulturguts der Vertriebenen und Flüchtlinge (§ 96 BVFG) erfüllte das Bundesministerium für Vertriebene, Flüchtlinge und Kriegsgeschädigte beispielsweise durch die Erstellung einer umfassenden Dokumentation der Vertreibung der Deutschen aus Ostmitteleuropa.
Durch die Vertretung in den beim Bundesministerium für Vertriebene und bei den zuständigen Landesministerien gebildeten Beiräten für Vertriebene- und Flüchtlingsfragen erlangten die Vertriebenenorganisationen auch politischen Einfluss (§ 22 Abs. 2 BVFG).
Mit der seit Mitte der fünfziger Jahre erreichten Vollbeschäftigung, dem Bedeutungsverlust der Vertriebenenparteien bei Wahlen, etwa dem Gesamtdeutschen Block und der Auflösung des Bundesministeriums für Vertriebene und Flüchtlinge 1969 wurde dokumentiert, dass man rund 25 Jahre nach Ende des Zweiten Weltkriegs die wirtschaftliche und soziale Integration der Zuwanderer als vollzogen betrachtete.

## Rechtslage der Vertriebenen nach der Herstellung der Einheit Deutschlands
Mit dem Beitritt der DDR zur Bundesrepublik Deutschland am 3. Oktober 1990 war in Gestalt der dort lebenden Vertriebenen eine Bevölkerungsgruppe vorhanden, die an den Eingliederungsanstrengungen der alten Bundesrepublik nicht teilgehabt hatte. Bis 1994 gewann der Bund der Vertriebenen nach eigenen Angaben dadurch 200.000 neue Mitglieder hinzu.
Die bundesdeutschen Kriegsfolgengesetze wie das Bundesvertriebenengesetz sollten grundsätzlich nicht auf das Beitrittsgebiet übergeleitet werden, da ihr Zweck im Jahr 1990 weitgehend als erfüllt angesehen wurde. Nach der Herstellung der Einheit Deutschlands wurde das BVFG mit dem Kriegsfolgenbereinigungsgesetz vom 21. Dezember 1992 an die neuen Verhältnisse angepasst.
Das Vertriebenenzuwendungsgesetz sah im Beitrittsgebiet für Vertriebene im Sinne des § 1 BVFG eine einmalige Zuwendung in Höhe von DM 4000 vor.
Für die rechtliche, wirtschaftliche und soziale Angleichung der Lebensverhältnisse wurden im Zuge der deutschen Wiedervereinigung mit dem Vertrag über die Währungs-, Wirtschafts- und Sozialunion und dem Einigungsvertrag geeignete Rechtsgrundlagen geschaffen.

## Spätaussiedler
Bis in die frühen 1980er-Jahre übersiedelten jährlich rund 30.000 Angehörige deutscher Volksgruppen aus Staaten des Ostblocks nach Deutschland.
Die damalige sowjetische Regierung änderte ihre Einstellung gegenüber den Ausreisewilligen erst mit Michail Gorbatschows Politik der Glasnost (1985) und Perestrojka (1986). Von besonderer Bedeutung war für die Sowjetbürger das Recht auf freie Ausreise aus der Sowjetunion (UdSSR), das 1987 in Kraft trat. Für die Russlanddeutschen ermöglichte dies die Ausreise in die Bundesrepublik Deutschland oder in die damalige DDR ohne Bezug auf die Familienzusammenführung.
Binnen weniger Jahre stieg die Zahl der Aussiedler aus der UdSSR von 753 im Jahr 1987 auf 147.950 im Jahr 1990. Da mit Öffnung des Eisernen Vorhangs auch die Zahl der Aussiedler aus Polen auf etwa 134.000, aus Rumänien auf über 111.000 und die der Asylsuchenden auf etwa 120.000 anstieg, ging die deutsche Regierung dazu über, Einreisebeschränkungen einzuführen. Nach Inkrafttreten des Aussiedleraufnahmegesetzes vom 28. Juni 1990 war die Zuwanderung nach dem Vertriebenenrecht nur möglich, wenn die Aufnahmegenehmigung des aufnehmenden Bundeslandes bereits vor dem Verlassen der Gemeinschaft Unabhängiger Staaten (GUS) vorlag. Die Erteilung der Aufnahmebescheide erfolgte noch relativ zügig, sodass die Aussiedlerzahlen 1991 bei über 147.000 lagen und 1992 auf über 195.000 anstiegen. In diesen beiden Jahren haben 445.198 beziehungsweise 356.233 Personen einen Aufnahmeantrag gestellt. Das war die Hälfte der in der GUS noch ansässigen Deutschen.
1993 trat die Neuordnung der Aussiedlerzuwanderung im Zuge des Kriegsfolgenbereinigungsgesetzes (KfbG) in Kraft, die die heutigen Grundlagen der Aussiedleraufnahme und der Aussiedlerintegration legte. Neben Maßnahmen zur Verbesserung der Lebensverhältnisse der in den Aussiedlungsgebieten lebenden deutschen Minderheiten mit dem Ziel, sie dort zu halten (Bleibehilfen) folgten die Neuregelungen im BVFG dem Grundsatz, alle Hilfen zur Eingliederung der Spätaussiedler in das wirtschaftliche und soziale Leben in der Bundesrepublik Deutschland so zu gestalten, dass Besserstellungen gegenüber der einheimischen Bevölkerung in vergleichbaren sozialen Lagen vermieden werden. Nur auf diese Weise könne eine sozialverträgliche Aufnahme von Aussiedlern in Deutschland erreicht werden.
Spätaussiedlern wird die Eingliederung in das berufliche, kulturelle und soziale Leben in der Bundesrepublik erleichtert und die durch die Spätaussiedlung bedingten Nachteile gemildert (§ 7 Abs. 1 BVFG n.F.). Dazu wurde Spätaussiedlern insbesondere eine einmalige Überbrückungshilfe, ein Einrichtungsdarlehen mit einem Zuschuss für zurückgelassenen Hausrat sowie ein Ausgleich für die Kosten der Aussiedlung gewährt, außerdem vor der Aussiedlung erworbene Berufsabschlüsse anerkannt und Existenzgründungsdarlehen vergeben.
Der Vertriebenenausweis und damit der erbliche Vertriebenenstatus wurden abgeschafft. Spätaussiedler erhalten zum Nachweis ihrer Spätaussiedlereigenschaft eine Bescheinigung (§ 15 Abs. 1 BVFG n.F.). Den Ehegatten und Abkömmlingen eines Spätaussiedlers wird bescheinigt, dass sie die Aussiedlungsgebiete im Wege des Aufnahmeverfahrens verlassen haben (§ 15 Abs. 2 BVFG n.F.). Spätaussiedler und die in den Aufnahmebescheid einbezogenen Familienangehörigen erwerben mit Ausstellung der Bescheinigung die deutsche Staatsangehörigkeit (§ 7 Staatsangehörigkeitsgesetz).
§ 94 BVFG n.F. ermöglicht die Eindeutschung von Vor- und Familiennamen. Schließlich wurde die Kulturförderung auf der Basis von § 96 BVFG auf die neuen Länder ausgedehnt.
Mit dem Zuwanderungsgesetz ist seit dem 1. Januar 2005 aus dem Vertriebenenrecht streng genommen ein Zuwanderungsrecht geworden, welches praktisch nur noch die deutsche Abstammung als nicht vom Antragsteller beeinflussbares Merkmal voraussetzt.
Da Personen, die nach dem 31. Dezember 1992 geboren worden sind, nach der gesetzlichen Definition keine Spätaussiedler mehr sein können (§ 4 Abs. 1 Nr. 3 BVFG), laufen die entsprechenden Regelungen des BVFG de facto langsam aus.
Mit Einsetzung eines Beauftragten der Bundesregierung für Aussiedlerfragen 1988 und der Errichtung eines Beirates für Spätaussiedlerfragen beim Bundesministerium des Innern 2005 verfügt die Gruppe der Spätaussiedler trotz Aufhebung der Vorschriften über Behörden und Beiräte im BVFG nach wie vor über einen besonderen politischen Einfluss.
Dass die Spätaussiedler, die erst nach Abschluss der Zwangsmigrationen freiwillig nach Deutschland kamen, nach dem Gesetz ebenfalls als „Vertriebene“ gelten, erschwert die Berechnung, wie viele Deutsche nach dem Zweiten Weltkrieg tatsächlich aus Mittel- und Osteuropa vertrieben wurden.